# ラーゴブルー
ラーゴブルー（欧字名:Lago Blu、2014年2月10日 - ）は、日本の競走馬、繁殖牝馬。主な勝ち鞍に2018年のしらさぎ賞、東京シンデレラマイル、2019年のマリーンカップ。
馬名の意味は、青い湖（イタリア語）。

## 経歴
2017年1月7日、京都競馬場6Rの3歳新馬戦（芝1600m）で、ヴァンサン・シュミノーを背にデビューし、6着。その後も初勝利が遠く、未勝利戦のタイムリミットを迎えた9月にJRAの競走馬登録を抹消、地方競馬に移籍した。年末の地方初レースで初勝利を収める。
4歳シーズンは開幕から3連勝・2着1回と上々の滑り出しを見せる。クラス別定戦で当時格がB級以下であったため軽量52kgで臨んだ4月のしらさぎ賞はファイトユアソングとの競り合いを制し、重賞初挑戦での初優勝を飾った。グレード制重賞初挑戦のスパーキングレディーカップは6着に敗れる。特別競走で2勝を挙げた後、年末の東京シンデレラマイルに出走。3～4コーナーで先頭に立ち、外から詰めたニシノラピートの追い上げをアタマ差しのいで重賞2勝目を飾った。
5歳シーズンは4月のマリーンカップより始動。好位3番手で運び、直線で逃げるアイアンテーラーを差し切ってグレード制重賞初優勝を果たした。2年連続出走のスパーキングレディーカップ、初めて牡馬混合の重賞出走となった8月のスパーキングサマーカップは共に7着に敗れる。GI級競走初出走のJBCレディスクラシックは地方馬では最上位の4着に入った。このレースがラストランとなり、同月21日付で地方からも競走馬登録を抹消され引退した。引退後は生まれ故郷のノーザンファームで繁殖牝馬となる。

## 競走成績
以下の内容は、netkeiba.comおよびJBISサーチ、地方競馬全国協会に基づく。
| 競走日     | 競馬場 | 競走名                     | 格              | 距離（馬場）  | 頭 数 | 枠 番 | 馬 番 | オッズ （人気） | 着順 | タイム （上り3F） | 着差 | 騎手          | 斤量 [kg] | 1着馬（2着馬）         | 馬体重 [kg] |
| ---------- | ------ | -------------------------- | --------------- | ------------- | ----- | ----- | ----- | --------------- | ---- | ----------------- | ---- | ------------- | --------- | ---------------------- | ----------- |
| 2017.01.07 | 京都   | 3歳新馬                    |                 | 芝1600m（良） | 16    | 4     | 8     | 007.90（3人）   | 09着 | R1:37.4（35.5）   | -1.0 | 0V.シュミノー | 54        | ワールドフォーラブ     | 508         |
| 0000.02.26 | 小倉   | 3歳未勝利                  |                 | 芝2000m（良） | 17    | 3     | 5     | 008.30（5人）   | 12着 | R2:05.1（38.2）   | -1.5 | 0秋山真一郎   | 54        | レッドストーリア       | 500         |
| 0000.05.21 | 新潟   | 3歳未勝利                  |                 | ダ1800m（良） | 15    | 8     | 14    | 009.70（4人）   | 15着 | R2:00.6（41.8）   | -5.3 | 0秋山真一郎   | 54        | ルーナデラセーラー     | 500         |
| 0000.07.30 | 札幌   | 3歳未勝利                  |                 | 芝1500m（良） | 14    | 5     | 8     | 021.80（8人）   | 04着 | R1:29.0（35.7）   | -0.4 | 0福永祐一     | 54        | ヤマニンペダラーダ     | 510         |
| 0000.08.26 | 札幌   | 3歳未勝利                  |                 | 芝1500m（良） | 13    | 6     | 9     | 013.00（7人）   | 03着 | R1:29.9（35.6）   | -0.1 | 0福永祐一     | 54        | アイアムビューティ     | 510         |
| 0000.09.09 | 阪神   | 3歳未勝利                  |                 | 芝1600m（良） | 18    | 3     | 5     | 003.70（1人）   | 02着 | R1:34.3（35.1）   | -0.2 | 0福永祐一     | 54        | トゥザクラウン         | 500         |
| 0000.12.12 | 川崎   | C1六 七                    |                 | ダ1500m（良） | 12    | 6     | 8     | 002.50（1人）   | 01着 | R1:36.1（39.3）   | -0.3 | 0御神本訓史   | 54        | （スセソール）         | 496         |
| 2018.01.02 | 川崎   | 清酒盛升・黄金井酒造盃     | C1C2            | ダ1500m（良） | 13    | 3     | 3     | 001.80（1人）   | 01着 | R1:35.9（40.3）   | -0.2 | 0御神本訓史   | 55        | （エスシーエイト）     | 494         |
| 0000.01.30 | 川崎   | ヴィクトリーチャレンジ     | B3              | ダ1600m（稍） | 14    | 8     | 13    | 001.50（1人）   | 01着 | R1:43.9（39.3）   | -0.4 | 0戸崎圭太     | 54        | （アルゴノート）       | 487         |
| 0000.02.27 | 川崎   | フェブラリースター賞       | B2B3            | ダ1600m（良） | 14    | 3     | 3     | 001.60（1人）   | 01着 | R1:43.2（40.2）   | -0.7 | 0御神本訓史   | 55        | （ギンザマトリックス） | 486         |
| 0000.03.22 | 浦和   | '18ティアラカップ          | 準重賞 A2下牝馬 | ダ1400m（重） | 12    | 6     | 7     | 001.50（1人）   | 02着 | R1:28.6（39.0）   | -0.2 | 0御神本訓史   | 54        | コスモフットライト     | 490         |
| 0000.04.25 | 浦和   | しらさぎ賞                 | SIII            | ダ1400m（不） | 12    | 4     | 4     | 003.20（2人）   | 01着 | R1:27.1（38.7）   | -0.2 | 0吉原寛人     | 52        | （ファイトユアソング） | 499         |
| 0000.07.05 | 川崎   | スパーキングレディーC      | JpnIII          | ダ1600m（良） | 13    | 4     | 5     | 008.70（6人）   | 06着 | R1:42.7（37.9）   | -1.9 | 0吉原寛人     | 55        | リエノテソーロ         | 510         |
| 0000.08.16 | 大井   | シンデレラチャレンジ       | A2下牝馬        | ダ1600m（良） | 11    | 4     | 4     | 001.90（1人）   | 01着 | R1:42.2（38.6）   | -0.4 | 0矢野貴之     | 56        | （シングンレガシイ）   | 519         |
| 0000.09.20 | 大井   | マイルグランプリトライアル | OP              | ダ1600m（不） | 12    | 2     | 2     | 006.00（3人）   | 02着 | R1:41.3（39.8）   | -0.6 | 0御神本訓史   | 56        | ニシノラピート         | 522         |
| 0000.11.15 | 大井   | シンデレラマイルトライアル | OP牝馬          | ダ1600m（稍） | 8     | 8     | 8     | 002.70（2人）   | 01着 | R1:42.2（40.6）   | -0.6 | 0御神本訓史   | 58        | （ファイトユアソング） | 506         |
| 0000.12.30 | 大井   | 東京シンデレラマイル       | SIII            | ダ1600m（良） | 16    | 5     | 9     | 001.90（1人）   | 01着 | R1:41.9（39.7）   | -0.0 | 0御神本訓史   | 57        | （ニシノラピート）     | 504         |
| 2019.04.17 | 船橋   | マリーンC                  | JpnIII          | ダ1600m（稍） | 7     | 6     | 6     | 004.80（3人）   | 01着 | R1:40.6（37.4）   | -0.3 | 0御神本訓史   | 55        | （アイアンテーラー）   | 505         |
| 0000.07.04 | 川崎   | スパーキングレディーC      | JpnII           | ダ1600m（不） | 14    | 3     | 3     | 006.50（4人）   | 07着 | R1:43.3（41.8）   | -2.7 | 0御神本訓史   | 56        | ファッショニスタ       | 517         |
| 0000.08.22 | 川崎   | スパーキングサマーC        | SII             | ダ1600m（良） | 14    | 3     | 3     | 005.70（3人）   | 07着 | R1:42.0（39.2）   | -1.4 | 0御神本訓史   | 55        | トキノパイレーツ       | 527         |
| 0000.11.04 | 浦和   | JBCレディスクラシック      | JpnI            | ダ1400m（重） | 12    | 6     | 8     | 173.70（8人）   | 04着 | R1:26.4（38.9）   | -1.9 | 0吉原寛人     | 55        | ヤマニンアンプリメ     | 517         |

※2018年2月のフェブラリースター賞は中央500万下条件馬との条件交流競走。

## 繁殖成績
|       | 生年   | 馬名               | 性 | 毛色 | 父                     | 馬主                           | 管理調教師     | 戦績            | 出典   |
| ----- | ------ | ------------------ | -- | ---- | ---------------------- | ------------------------------ | -------------- | --------------- | ------ |
| 初仔  | 2021年 | オコタンペ         | 牡 | 栗毛 | ニューイヤーズデイ     | 金子真人ホールディングス（株） | 栗東・須貝尚介 | 16戦2勝（現役） | [ 13 ] |
| 2番仔 | 2022年 | エピファランド     | 牝 | 鹿毛 | エピファネイア         | 藤田晋                         | 栗東・武幸四郎 | 4戦0勝（現役）  | [ 14 ] |
| 3番仔 | 2023年 | ラーゴブルーの2023 | 牡 | 栗毛 | ドレフォン             | 東京ホースレーシング           | 栗東・矢作芳人 | （デビュー前）  | [ 15 ] |
| 4番仔 | 2024年 | ラーゴブルーの2024 | 牝 | 鹿毛 | ホットロッドチャーリー |                                |                | （デビュー前）  | [ 16 ] |

- 2025年4月11日現在

## 血統表
| ラーゴブルーの血統            | ラーゴブルーの血統                       | ラーゴブルーの血統                       | （血統表の出典）                         | （血統表の出典）  |
| 父系                          | サンデーサイレンス系                     | サンデーサイレンス系                     | サンデーサイレンス系                     | [ § 2 ]           |
| 父 ハーツクライ 2001 鹿毛     | 父の父*サンデーサイレンス 1986 青鹿毛    | Halo                                     | Hail to Reason                           | Hail to Reason    |
| 父 ハーツクライ 2001 鹿毛     | 父の父*サンデーサイレンス 1986 青鹿毛    | Halo                                     | Cosmah                                   |                   |
| 父 ハーツクライ 2001 鹿毛     | 父の父*サンデーサイレンス 1986 青鹿毛    | Wishing Well                             | Understanding                            | Understanding     |
| 父 ハーツクライ 2001 鹿毛     | 父の父*サンデーサイレンス 1986 青鹿毛    | Wishing Well                             | Mountain Flower                          |                   |
| 父 ハーツクライ 2001 鹿毛     | 父の母アイリッシュダンス 1990 鹿毛       | *トニービン                              | *カンパラ                                | *カンパラ         |
| 父 ハーツクライ 2001 鹿毛     | 父の母アイリッシュダンス 1990 鹿毛       | *トニービン                              | Severn Bridge                            |                   |
| 父 ハーツクライ 2001 鹿毛     | 父の母アイリッシュダンス 1990 鹿毛       | *ビューパーダンス                        | Lyphard                                  | Lyphard           |
| 父 ハーツクライ 2001 鹿毛     | 父の母アイリッシュダンス 1990 鹿毛       | *ビューパーダンス                        | My Bupers                                |                   |
| 母 ベネンシアドール 2006 鹿毛 | 母の父キングカメハメハ 2001 鹿毛         | Kingmambo                                | Mr. Prospector                           | Mr. Prospector    |
| 母 ベネンシアドール 2006 鹿毛 | 母の父キングカメハメハ 2001 鹿毛         | Kingmambo                                | Miesque                                  |                   |
| 母 ベネンシアドール 2006 鹿毛 | 母の父キングカメハメハ 2001 鹿毛         | *マンファス                              | *ラストタイクーン                        | *ラストタイクーン |
| 母 ベネンシアドール 2006 鹿毛 | 母の父キングカメハメハ 2001 鹿毛         | *マンファス                              | Pilot Bird                               |                   |
| 母 ベネンシアドール 2006 鹿毛 | 母の母*フェアリードール 1991 栗毛        | Nureyev                                  | Nijinsky                                 | Nijinsky          |
| 母 ベネンシアドール 2006 鹿毛 | 母の母*フェアリードール 1991 栗毛        | Nureyev                                  | Special                                  |                   |
| 母 ベネンシアドール 2006 鹿毛 | 母の母*フェアリードール 1991 栗毛        | Dream Deal                               | Sharpen Up                               | Sharpen Up        |
| 母 ベネンシアドール 2006 鹿毛 | 母の母*フェアリードール 1991 栗毛        | Dream Deal                               | Likely Exchange                          |                   |
| 母系(F-No.)                   | (FN:9-f)                                 | (FN:9-f)                                 | (FN:9-f)                                 | [ § 3 ]           |
| 5代内の近親交配               | Northern Dancer 5×4、Nureyev 5･3（母内） | Northern Dancer 5×4、Nureyev 5･3（母内） | Northern Dancer 5×4、Nureyev 5･3（母内） | [ § 4 ]           |
| 出典                          | 1. 2. 3. 4.                              | 1. 2. 3. 4.                              | 1. 2. 3. 4.                              | 1. 2. 3. 4.       |

- 半姉に2013年のフローラステークス・ローズステークス勝ち馬のデニムアンドルビー（父ディープインパクト）、半弟でデニムアンドルビーの全弟に種牡馬のキタノコマンドールがいる。
- 伯母に2001年エリザベス女王杯勝ち馬のトゥザヴィクトリー、2002年クイーン賞勝ち馬のビーポジティブ。伯父にダートグレード重賞3勝のサイレントディールがいる。
- 従兄弟にトゥザグローリー、トゥザワールド、トーセンビクトリー、オウケンビリーヴ、フェアリーポルカ。